# Centerville (Iowa)
Centerville település az Amerikai Egyesült Államok Iowa államában, Appanoose megyében, melynek megyeszékhelye is. Lakosainak száma 5412 fő (2020. április 1.).

## Népesség
A település népességének változása:

| 2010 | 5 528 |
| 2020 | 5 412 |